# گمینا سکرویلنو
گمینا سکرویلنو (به لهستانی:  Gmina Skrwilno) یک گمینا در لهستان است که در شهرستان رپین واقع شده‌است. گمینا سکرویلنو ۱۲۴٫۳۵ کیلومتر مربع مساحت و ۶٬۱۰۹ نفر جمعیت دارد.